# Institut Avicenne de sciences humaines
L'institut Avicenne de sciences humaines (IASH) est un institut d'enseignement musulman créé en 2006 à Lille. Première faculté musulmane de France, cet établissement privé d'enseignement supérieur est agréé par le ministère de l'Éducation nationale et reconnu par la Ligue des universités islamiques.

## Objectifs
L'Institut vise à renforcer et embellir l'image de l'islam, et à lutter contre l'islamophobie.

## Enseignements
L'Institut a été créé en octobre 2006 par Mohammed Bechari, président de la Fédération nationale des musulmans de France (FNMF) et vice-président du Conseil français du culte musulman (CFCM), secrétaire général de la Conférence islamique européenne. Le Dr Omar Kadi, professeur à l’Université al-Azhar, est nommé directeur de la commission pédagogique.  
L'Institut axe sa recherche et ses cours sur les sciences du Coran, les sciences islamiques, le droit islamique, la sociologie de l’islam en Europe, les institutions européennes, la maîtrise de la langue arabe. L'institut dispense également des cours d'arabe et des modules de formation professionnelle sur les thématiques : Économie des pays musulmans, Étude et Recherches, Sociologie des religions.
L'institut Avicenne est partenaire avec de nombreuses universités de par le monde, parmi lesquelles : St John's College à l'université d'Oxford (Angleterre), Université islamique de Rotterdam (Pays-Bas), Université al-Azhar au Caire (Égypte). 

## Controverses
En 2016, l'Institut annonce son installation à Tourcoing pour la rentrée 2016, dans des locaux rénovés ayant appartenu à l'Institut lillois d'éducation permanente. La mairie s'y oppose toutefois, en invoquant des problèmes de sécurité liés au bâtiment. Elle prend un arrêté de fermeture des lieux, qui restent malgré tout la propriété de l'Institut Avicenne. Cette fermeture intervient dans un climat de méfiance entre Gérald Darmanin, alors Ministre de l'Action et des comptes publics et ancien maire de Tourcoing, et Mohammed Bechari.  